# Coupe des clubs champions européens féminine de handball 1989-1990
Navigation
Coupe des clubs champions 1988-1989 Coupe des clubs champions 1990-1991
La Coupe des clubs champions européens féminin de handball 1989–1990 est la 30e édition de la plus grande compétition européenne des clubs féminins de handball, organisée par l’IHF. Elle s'est tenue du 21 octobre 1989 au 27 mai 1990. 
Le club autrichien de l'Hypo Niederösterreich parvient à conserver son titre en s'imposant en finale face au club soviétique du Kouban Krasnodar.

## Participants
Vingt-neuf clubs issus de vingt-huit fédérations participent à la compétition car l'Autriche a deux représentants : l'Hypo Niederösterreich, tenant du titre, et le Union Hollabrunn, vice-champion d'Autriche.
À noter que le club soviétique du Spartak Kiev, vainqueur 13 fois de la compétition et encore finaliste la saison précédente, est absent de la compétition pour la première fois depuis 1969 (à l'exception des retraits volontaires).
Trois clubs sont exemptés du tour préliminaire :
- l'Hypo Niederösterreich, tenant du titre ;
- le Kouban Krasnodar, du fait de la présence en finale du Spartak Kiev la saison précédente ;
- le Chimistul Râmnicu Vâlcea, du fait de la présence en demi-finale du Mureșul Târgu Mureș (en) la saison précédente.

## Résultats

### Tour préliminaire
| Équipe 1               | Score    | Équipe 2           | Aller | Retour |
| ---------------------- | -------- | ------------------ | ----- | ------ |
| Gymnastiki Enosi Véria | 82 – 37  | Cyprus College     | 41-18 | 41-19  |
| IL Vestar              | 49 – 35  | Fram Reykjavik     | 24-17 | 25-18  |
| Iber Valencia          | 44 – 29  | Benfica Lisbonne   | 20-11 | 24-18  |
| SEW Zeeman Vastgoed    | 48 – 16  | Manchester United  | 25-11 | 23-5   |
| LC Brühl St-Gall       | 51 – 42  | Union Hollabrunn   | 30-19 | 21-23  |
| PF Cassano Magnago     | 57 – 29  | Harasim Ramat Gan  | 32-11 | 25-18  |
| AIFK Turku             | 29 – 40  | Tyresö HF          | 15-19 | 14-21  |
| ZVL Prešov             | 36 – 48  | Építők Budapest    | 20-26 | 16-22  |
| CSKA Sofia             | 39 – 39E | AZS Wrocław        | 26-20 | 13-19  |
| SC Empor Rostock       | 55 – 39  | Frederiksberg IF   | 28-16 | 27-23  |
| Arçelik SK             | 34 – 61  | Budućnost Titograd | 15-30 | 19-31  |
| Initia Hasselt         | 29 – 33  | ASPTT Metz         | 15-20 | 14-13  |
| HB Dudelange           | 8 – 84   | TV Lützellinden    | 2-37  | 6-47   |

### Huitièmes de finale
| Équipe 1            | Score   | Équipe 2                 | Aller | Retour |
| ------------------- | ------- | ------------------------ | ----- | ------ |
| Hypobank Vienne     | 69 – 17 | Gymnastiki Enosi Véria   | 38-9  | 31-8   |
| IL Vestar           | 51 – 37 | Iber Valencia            | 29-17 | 22-20  |
| SEW Zeeman Vastgoed | 39 – 40 | LC Brühl St-Gall         | 20-18 | 19-22  |
| Tyresö HF           | 35 – 40 | PF Cassano Magnago       | 18-19 | 17-21  |
| Építők Budapest     | 36 – 37 | AZS Wrocław              | 17-17 | 19-20  |
| SC Empor Rostock    | 46 – 58 | Chimistul Râmnicu Vâlcea | 19-27 | 27-31  |
| Budućnost Titograd  | 50 – 38 | ASPTT Metz               | 27-16 | 23-22  |
| Kouban Krasnodar    | 56 – 39 | TV Lützellinden          | 25-19 | 31-20  |

### Quarts de finale
| Équipe 1                 | Score   | Équipe 2           | Aller | Retour |
| ------------------------ | ------- | ------------------ | ----- | ------ |
| IL Vestar                | 35 – 45 | Hypobank Vienne    | 22-17 | 13-28  |
| LC Brühl St-Gall         | 45 – 42 | PF Cassano Magnago | 27-19 | 18-23  |
| Chimistul Râmnicu Vâlcea | 59 – 53 | AZS Wrocław        | 34-24 | 25-29  |
| Kouban Krasnodar         | 61 – 55 | Budućnost Titograd | 31-22 | 30-33  |

### Demi-finales
| Équipe 1                 | Score   | Équipe 2         | Aller | Retour |
| ------------------------ | ------- | ---------------- | ----- | ------ |
| Hypobank Vienne          | 69 – 31 | LC Brühl St-Gall | 37-14 | 32-17  |
| Chimistul Râmnicu Vâlcea | 50 – 51 | Kouban Krasnodar | 28-22 | 22-29  |

### Finale
| Équipe 1         | Score   | Équipe 2        | Aller | Retour |
| ---------------- | ------- | --------------- | ----- | ------ |
| Kouban Krasnodar | 50 – 59 | Hypobank Vienne | 24-29 | 26-30  |

## Les championnes d'Europe
| Champion d'Europe - Coupe des clubs champions féminine 1989–1990 Hypo Niederösterreich 2e titre |

L'effectif de l'Hypo Niederösterreich était notamment composé de :
- / Kerstin Jönßon (de)
- Mariann Gódor (Nagy)
- Waltraud Lobenhofer
- Sandy Mamoli
- Jasna Merdan-Kolar
- Iris Morhammer (es)
- / Stanka Mugoša (Božović)
- Nicole Peißl
- Jadranka Požgajčić (Jecz)
- Karin Prokop (de)
- / Mariann Rácz (GB)
- Vesna Radović (en) (GB)
- Susanne Unger (en)
- Teresa Żurowski (de)

Entraîneur
- Gunnar Prokop